# (2348) Michkovitch
(2348) Michkovitch (serbisch: Мишковић/Mišković) ist ein Asteroid im Hauptgürtel zwischen Mars und Jupiter. Er wurde am 10. Januar 1939 von dem serbischen Astronomen Milorad B. Protić entdeckt und von ihm nach dem SANU-Mitglied und Direktor des Belgrader Observatoriums Vojislav V. Mišković benannt.
Der Asteroid hat einen Exzentrizitätswert von 0,172. Die Neigung der Bahnebene zur Referenzebene beträgt etwa 5°.

## Anmerkung
1. ↑  Untergrenze, basierend auf einer Lichtkurve mit unvollständiger Bedeckung. Der Fehler kann durchaus 30 % o. Ä. betragen.